# 2009年マラウイ総選挙
2009年マラウイ総選挙（2009ねんマラウイそうせんきょ、英語: 2009 Malawian general election）は、2009年5月19日にマラウイで行われた大統領選挙および国民議会議員の総選挙である。

## 概要
2009年マラウイ総選挙における大統領選挙では、現職であるビング・ワ・ムタリカ大統領が民主進歩党から出馬するとともに、有力な対立候補としてマラウイ会議党代表のジョン・テンボが出馬したほか、各党代表の5人の候補者が参加した。5月19日に行われた投票の結果、選挙を勝ち抜いたのは全体の3分の2近い票を獲得したムタリカで、任期が2014年までとなる大統領の二期目を努めることとなった。また、ムタリカの所属政党である民主進歩党も単独過半数を獲得し、従来の少数与党から選挙を経て安定政権となった。
有権者登録は2008年8月から開始され、2008年11月29日に終了される予定であったが、約350万人が登録有権者を終えた11月20日の時点で、登録期間を12月中まで延長することを発表した。この期間延長は、有権者登録に必要なデジタルカメラに関連する問題により引き起こされた。続いて、2月2日から2月6日までの期間に、国民議会および大統領の候補者を指名した書類の提出が行われ、公式な選挙運動は3月17日から5月17日までの期間に実施することが決定された。3月20日には憲法に従って国民議会が解散され、その後に各候補者に対し中立なマラウイ選挙管理委員会が発表された。
なお、統一民主戦線のバキリ・ムルジ前大統領の出馬について、大統領の三選禁止規定に関する憲法裁判所の判断に絡み、統一民主戦線支持者の騒乱が予想されたため、日本の外務省はマラウイへの渡航に関する注意喚起を行った（2009年6月に解除済み）。

## 選挙前
2008年10月22日、民主進歩党の事務総長であったヘザーウィック・ンタバは、民主進歩党が数日前の党国家統治評議会で、現職大統領のムタリカを大統領選挙公認候補として全会一致で決定したことを発表した。しかし、2009年1月16日に外務大臣であったジョイス・バンダは、「ムタリカは党評議会の承認のみでは不十分に感じて党全体の推薦を欲した。そのため、民主進歩党大会でも代議員の支持を求めた。」と発言した。その発言の後、民主進歩党の大統領候補であるムタリカは、自身の副大統領候補としてバンダを選び、共に選挙へ臨んだ。
1994年から2004年まで大統領を2期務めたバキリ・ムルジは、この選挙でも統一民主戦線の大統領候補者として指定をうけた。マラウイの憲法によれば"大統領は5年間の任期を二期を超えて連続して勤めることは出来ない（President is allowed to serve no more than two consecutive five-year terms）"とあり、ムルジは2004年の大統領選挙に出馬しなかったため、ムルジの支持者たちは「憲法を文字通り解釈すれば、ムルジは2004年に出馬しておらず、大統領期間が非連続的となったのだから出馬制限には抵触しない」と主張した。さらに、2009年2月22日にムルジは民間のラジオ放送において、政府与党による自身の出馬に対する脅迫行為を非難するとともに、このような行為は"問題"になると警告した。それから数日後、ムルジは反腐敗委員会（Anti-Corruption Bureau）により支援金1200万ドルを盗んだ罪で逮捕、起訴された。なお、ムルジはブランタイヤにある法廷に赴く前に保釈を受けた。
マラウイ選挙管理委員会は、ムルジが大統領選挙に再度出馬するのは不適格であるとの判断を下したが、ムルジの支持者らは公的な司法機関による判断を強く要求した。その後、2009年の選挙当日からわずか3日前となる5月16日、マラウイの憲法裁判所はムルジの再出馬は憲法により許可されないとの判断を下した。結果、統一民主戦線の大統領候補が2009年の選挙には存在しないこととなった。
選挙前の予測において、マラウイ会議党は統一民主戦線と事前に選挙協力を約束していたこともあり、党代表のジョン・テンボは有力な大統領候補とみなされていた。また、統一民主戦線の協力の見返りとして、テンボは副大統領候補に統一民主戦線所属のブラウン・ムピンガンジラを指名していた。さらに、民主進歩党が2005年に設立された選挙経験の無い党であることに着目したテンボは、マラウイ会議党と自身の政治運営能力をアピールし、「私は過去に属し、現在に属し、そして未来にも属している。我々はこの三つに適合し、マラウイを真の社会経済的発展へと導くことを固く決意した。（I belong to the past, I belong to the present and I also belong to the future. We are well geared and determined to bring genuine socio-economic development to Malawi.）」と有権者に訴えかけた。
無所属の大統領候補であるジェームス・ニョンドは、120を超える国民議会議員に10万クワチャ（およそ7万円前後）の推薦料を支払い、彼らの推薦を受けて立候補の届けを2月4日に提出した。ニョンドは2009年の大統領選挙唯一の無所属であり、新たな世代の政治的リーダシップの必要性や、内閣の縮小化、前政権および現政権に見られる無駄な浪費の廃止を主張した。
新しい虹の連合のラブネス・ゴンドウェは2月3日、マラウイ初の女性大統領候補として立候補を届け出た。ゴンドウェは、自由かつ公正な選挙の重要性と、選挙後の混乱を回避することの重要性を強調し、ケニアやジンバブエで2008年に見られたような選挙後の混乱を避けることの大切さを主張した。
外部の予想では、選挙は有力な候補であるムタリカとテンボの2人の接戦になると見られていた。マラウイ会議党所属のテンボは当初、マラウイのもう一方の有力な野党政党である統一民主戦線と選挙協力を結んでいたのに対し、現職大統領であるムタリカは8％もの大幅な経済成長をマラウイにもたらしたことから、選挙結果の推測は極めて困難であった。
なお、ムタリカはこの2009年の選挙時点で既に75歳であったことから、大統領選挙に落選した場合はそのまま引退し、大統領に当選した場合でも2014年の任期終了とともに引退することを表明した。

## 投票結果
以下に大統領選挙と国民議会選挙の投票結果を示す。

### 2009年5月19日に行われた大統領選挙の結果

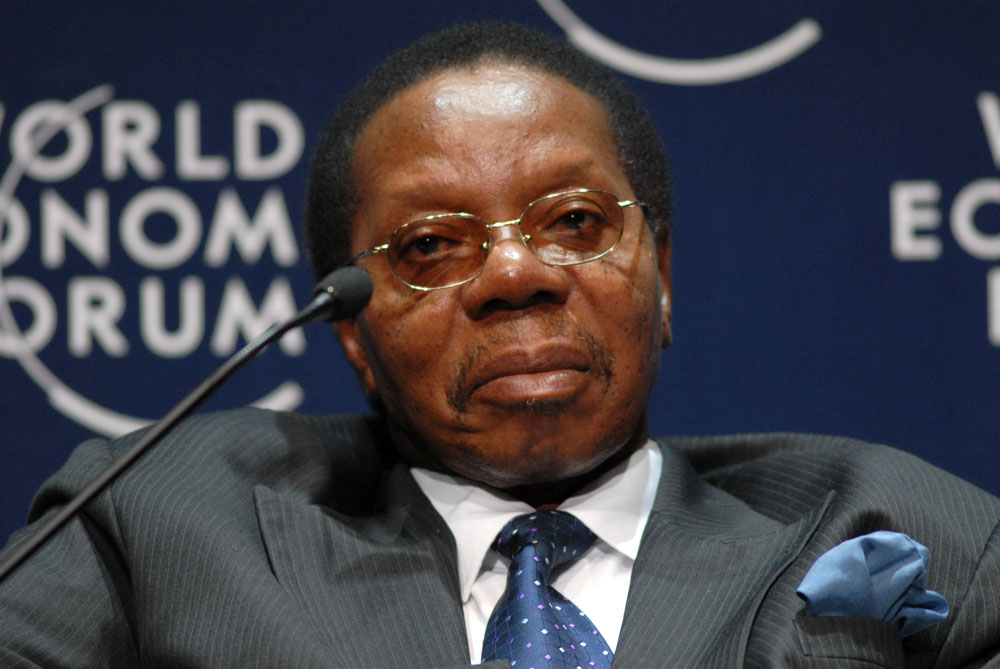
大統領に再選されたビング・ワ・ムタリカ

| 候補者                     | 所属政党       | 得票数    | 得票率 |
| -------------------------- | -------------- | --------- | ------ |
| ビング・ワ・ムタリカ       | 民主進歩党     | 2,946,103 | 65.98  |
| ジョン・テンボ             | マラウイ会議党 | 1,370,044 | 30.69  |
| カムズ・チバンボ           | 人民変革党     | 35,167    | 0.79   |
| スタンリー・ムサウリ       | 共和党         | 33,887    | 0.76   |
| ラブネス・ゴンドウェ       | 新しい虹の連合 | 32,160    | 0.72   |
| ジェームス・ニョンド       | 無所属         | 27,328    | 0.61   |
| ディンディ・ゴワ・ニャスル | 民主同盟       | 20,151    | 0.45   |
| 合計                       | 合計           | 4,464,840 | 100.00 |
| 出典: mec.org.mw           |                |           |        |

### 2009年5月19日に行われた国民議会総選挙の結果
| 政党名                     | 得票数 | 得票率 | 議席数 |     |
| -------------------------- | ------ | ------ | ------ | --- |
| 民主進歩党                 |        |        | 114    |     |
| マラウイ会議党             |        |        | 26     |     |
| 統一民主戦線               |        |        | 17     |     |
| 民主同盟                   |        |        | 1      |     |
| マラビ人民党               |        |        | 1      |     |
| マラウイ統一開発フォーラム |        |        | 1      |     |
| 無所属                     |        |        | 32     |     |
| 欠員 （候補者の死亡）      |        |        | 1      |     |
| 合計                       | 193    | 193    | 193    | 193 |
| 出典: IPU                  |        |        |        |     |

## 投票とその後の経過
選挙の当日、統一民主戦線代表のバキリ・ムルジが所有するラジオ局のジョイラジオが、現大統領のムタリカ候補に対する社会風刺を行ったことで警察により局を閉鎖させられ、ラジオの司会者2人と技術者1人が逮捕された。2009年5月21日、マラウイ選挙管理委員会は、開票93%時点の得票数からビング・ワ・ムタリカの当選を宣言した。ムタリカは270万票を獲得し、有力視されていたライバルのジョン・テンボの120万票に二倍以上の大差を付けて勝利した。テンボは、ムタリカ率いる現政権が野党支持者に対する不正を働き、投票所へのアクセスを妨害したとの申し立てを行った。なお、EUの選挙監視団は、国営テレビが選挙キャンペーン中に中立的立場を維持することを怠り、与党を支持していたことを指摘している。
国民議会選挙の公式中間報告では、193議席中の78議席を民主進歩党が獲得し、マラウイ会議党が18議席、統一民主戦線は12議席、民主同盟とマラウイ統一開発フォーラムが1議席ずつを獲得し、無所属は23議席となったことが公表された。その後最終的に、民主進歩党は114議席を獲得して半数を超えた事に対し、マラウイ会議党は26議席、統一民主戦線は17議席しか獲得できなかった。ムタリカと民主進歩党は、元々強固な選挙地盤があったマラウイ北部州で圧倒的な勝利を得ただけでなく、伝統的にマラウイ会議党や統一民主戦線の選挙基盤であった中部州や南部州でもかなりの勝利を収めた。これに関して一部のアナリストは、「今回の選挙結果は、地域による影響を強く受けるマラウイの伝統的な選挙のパターンからの脱却の兆しである。」と評している。なお、テンボと異なり、ムルジはこの選挙の公式結果を受け入れた。また、当選した32人の無所属議員は、その多くが選挙後に民主進歩党へ参加した。その他、マラビ人民党、マラウイ統一開発フォーラム、民主同盟が1議席ずつ獲得した。なお、選挙区のうちの1つは選挙が延期となった。
2009年5月22日、ムタリカとジョイス・バンダは、それぞれ大統領と副大統領への就任の宣誓を行った。なお、マラウイ会議党はこの就任式をボイコットしたが、ムルジは出席した。マラウイ会議党議員の幾人かは、ムタリカの勝利を認め、テンボに党代表を辞任するよう求めた。しかしテンボはこれを拒絶し、法に則り選挙結果に対し異議申し立てを行っていくことを誓約した。